# Alwin Lorgus

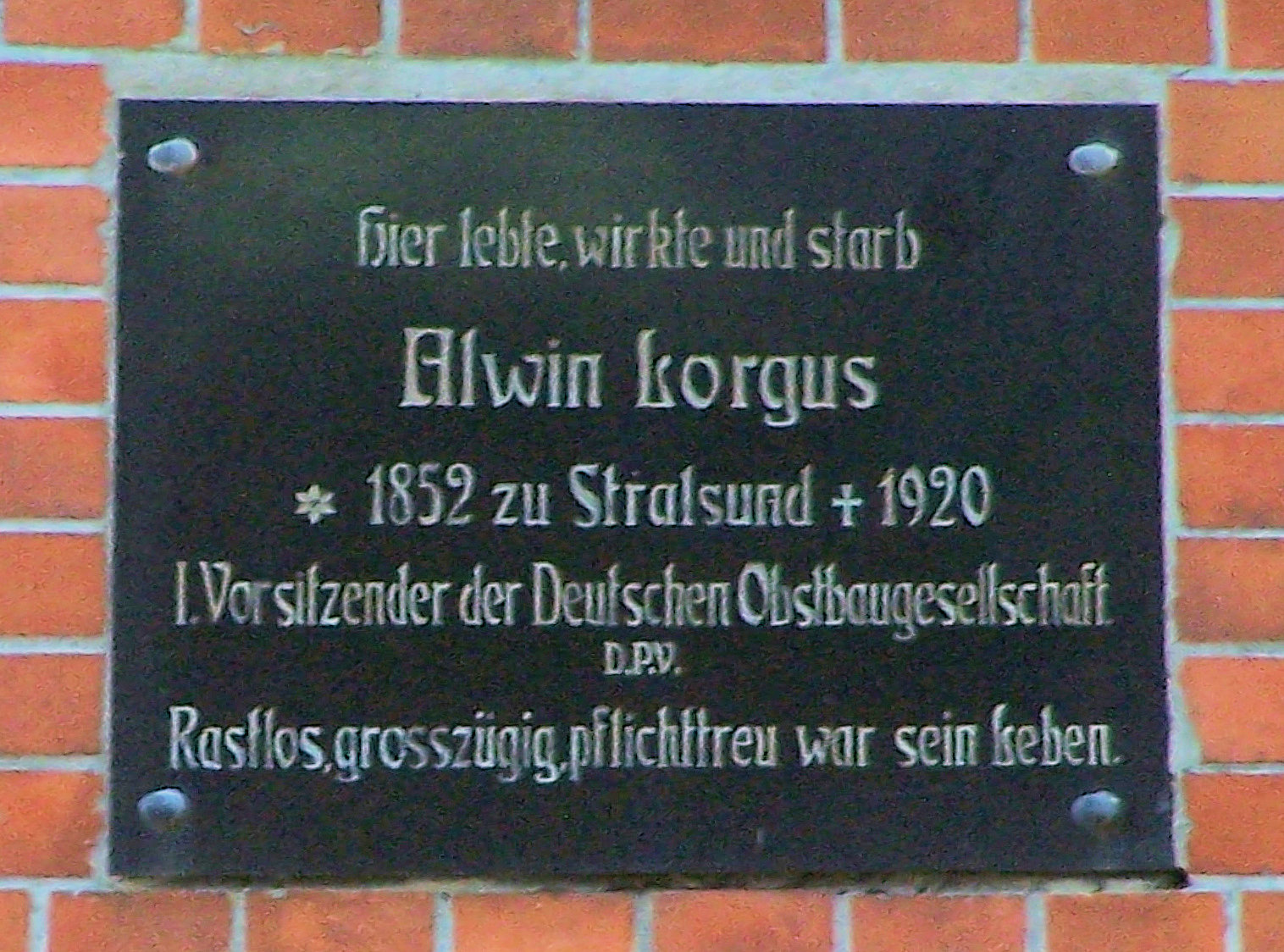
Gedenktafel für Alwin Lorgus am Haus Klosterweg 19 in Eisenach

Alwin Lorgus (* 9. November 1852 in Stralsund; † 18. März 1920 in Eisenach) war königlicher Garteninspektor und Pomologe. Ab 1905 war er der Vorsitzende des Deutschen Pomologen-Vereins und später langjähriger Vorsitzender der Nachfolgevereinigung, der Deutschen Obstbau-Gesellschaft (D.O.G.). Daneben war er Mitglied der Pommerschen Geographischen Gesellschaft zu Greifswald und Vorstandsmitglied des Reichsverbandes für den deutschen Gartenbau.

## Leben
Um 1878 übernahm er die väterliche Gärtnerei und Baumschule. 1890 erwarb Lorgus das Haus Ossenreyerstraße Nr. 41 in Stralsund, in dem er eine Samenhandlung betrieb. 1902 zog er nach Neustrelitz.
Lorgus war verheiratet und hatte eine Tochter und acht Söhne, von denen Gustav Adolf 1914 und der jüngste Sohn Heinrich 1917 im Ersten Weltkrieg fielen.
Nach ihm wurde die Johannisbeerensorte ‚Andenken an Lorgus‘ benannt.